# حارة شرق مذبح (صنعاء)
حارة شرق مذبح هي إحدى حارات حي معين بمديرية معين إحد مديريات العاصمة اليمنية صنعاء، بلغ تعداد سكانها 1268 نسمة حسب تعداد اليمن لعام 2004.